# Attaque de Nguetchewe
 (août 2020).
L'attaque de Nguetchewe est une attaque survenue le 2 août 2020 à Nguetchewe, un village situé dans la région de l'Extrême-Nord, au Cameroun. Au moins 16 personnes ont été tuées et 7 autres ont été blessées lors de l'attaque.